# Felicjan (imię)
Felicjan – imię męskie pochodzenia łacińskiego, powstałe jako przydomek od imienia Feliks i bliźniacze do niego znaczeniowo. Kościół katolicki notuje licznych świętych o tym imieniu.
Żeńskim odpowiednikiem jest Felicjana.
Felicjan imieniny obchodzi 24 stycznia, 9 czerwca, 20 października i 29 października.
Znane osoby noszące imię Felicjan:
- Felicjan Andrzejczak
- Felicjan Faleński
- Felicjan Kępiński
- Felicjan Kozłowski
- Feliciano López
- Feliciano Rivilla – były hiszpański piłkarz
- Felicjan Sławoj Składkowski
- Feliciano Viera
- Felicjan z Foligno - męczennik, święty Kościoła katolickiego, apostoł Umbrii, biskup Foligno (zm. ok. 249-251)
- Felicjan – męczennik afrykański

Postacie fikcyjne:
- Felicjan Dulski

Zobacz też: 
- Felicja – imię
- Felicjanki
- Konstanty Felicjan Szaniawski
- Jerzy Felicjan Sapieha
- Felicjan (województwo lubelskie)
- Felicjanów (Miszewko)